# مجاهد خذیراوی
مجاهد خذیراوی (زاده ۳۱ شهریور ۱۳۵۹) زاده آبادان بازیکن سابق تیم ملی فوتبال ایران و استقلال تهران بود. از او به عنوان یکی از برترین استعداد های زمان خود نام برده میشد.
خذیراوی در سال ۷۹ در حالی که به‌عنوان یک جوان آینده‌دار توانسته بود با بازی در استقلال تهران نامی برای خود دست و پا کند، به‌علت حضور وی در یک مهمانی ، پنج سال از فوتبال محروم شد هرچند بزرگان فوتبال به او گفتند محرومیت او بیش از یک سال به طول نخواهد انجامید اما خزیراوی ممنوع الخروج شد و از پیوستن او به بارسلونا ممانعت به عمل آمد. در آن زمان، او در بازی‌های تیم ملی در مسابقات انتخابی جام جهانی ۲۰۰۲، یک بازیکن ذخیره بود.
همچنین خذیراوی در سال ۸۰ به‌خاطر استعداد و تکنیک‌هایش از تیم دوم باشگاه بارسلونا پیشنهاد داشت .
خذیراوی که اهل خوزستان است و پست اصلی وی مدافع کناری جلوزن بود اما به عنوان یک بال نیز بازی می‌کرد با وجود گذراندن دوران محرومیتش هرگز به فرم سابق برنگشت و همان اتفاق باعث تغییر مسیر حرفه‌ای وی و نابودی یک استعداد شد.
این اتفاق ظاهراً ضربه روحی بزرگی برای او در پی داشت به شکلی که حتی بعد از گذراندن دوران محرومیت نتوانست چیزی از آن استعداد سابقش را نشان دهد و به یک نیمکت نشین در استقلال تبدیل شد و پس از جدایی از استقلال تهران و مدتی بازی در تیم‌های خوزستان در نهایت در سکوت خبری از فوتبال بازنشسته شد. خزیراوی فصول پایانی فوتبالش را در سطوح پایین فوتبال ایران گذراند و هیچگاه نتوانست با تقدیر شوم خود مقابله کند.
وی میگوید که در مهمانی مختلط خیلی از بازیکن های معروف دیگر هم در آن مهمانی بودند اما فقط اسم من بیرون امده و این مهمانی پاپوشی برای نابودی من بود.

### دوران بازی اول
خذیراوی فوتبال را در باشگاه اصلی شهر خود یعنی صنعت نفت آبادان شروع کرد. او در ۱۹ سالگی ستاره غیرقابل انکار این تیم بود، اما این باشگاه از لیگ دسته اول ایران سقوط کرد. پس از آن مجاهد برای فصل ۷۹ به استقلال تهران رفت. این سال برای این مدافع جوان بسیار مهم بود زیرا او به تیمش کمک کرد آخرین قهرمانی لیگ آزادگان را کسب کند. بازی‌های او در آن فصل، نظر سرمربی تیم ملی ایران، میروسلاو بلاژویچ را به خود جلب کرد و در نهایت در ۳۰ تیر ۱۳۸۰، اولین بازی بین‌المللی خود را در برابر بوسنی انجام داد.
فصل بعد لیگ به‌طور رسمی حرفه ای شد و لیگ برتر ایران نام گرفت. خذیراوی باز هم نقش مهمی در کسب مقام نایب قهرمانی استقلال مقابل رقیب خود یعنی پرسپولیس داشت.پرسپولیس

اما در همان فصل، استعداد جوان به تیم ملی دعوت شد. حضور او در حالی که ایران برای حضور در جام جهانی می‌جنگید برای تیم ملی تاثیرگذارتر می‌شد. پس از شکست در یک بازی حساس مقابل بحرین که به یکی از سیاه‌ترین روزهای فوتبال ایران تبدیل شد (خذیراوی این بازی را از روی نیمکت تماشا کرد)، این تیم باید به مرحله پلی آف مقدماتی می‌رفت. ایرانی‌ها ابتدا با امارات بازی کردند که خذیراوی در هر دو بازی نقش آفرینی کرد. حریف بعدی آنها جمهوری ایرلند بود. در بازی رفت در دوبلین، ایرلند ۲–۰ ایران را شکست داد. ایران پس از پیروزی ۱–۰ در بازی برگشت در مجموع ۲–۱ شکست خورد.
تا بهار سال ۸۱، خذیراوی به‌طور خودکار به ذخیره‌ای مطمئن برای تیم ملی تبدیل شد و بازی‌های دوستانه ای را با ونزوئلا (که تنها گل بین‌المللی خود را در مقابل آن به ثمر رساند) و الجزایر انجام داد. او علاوه بر موفقیت در تیم ملی، در فهرست نهایی بسیاری از باشگاه‌های اروپایی قرار داشت. گمانه زنی‌ها حاکی از آن است که عوامل استقلال در حال مذاکره برای جذب او با باشگاه هانزا روستوک آلمان بودند. در همین دوران خبر اعلام نیاز باشگاه فوتبال بارسلونا برای جذب خذیراوی پخش شد. باشگاه بارسلونا از طریق بلازویچ به صورت شفاهی و بعد از آن به صورت کتبی از باشگاه استقلال خواهان جذب خذیراوی شد. دو نوع تفکر در آن دوران برای مجاهد پیشنهاد شد .عده ای معتقد بودند خذیراوی فوتبال خود در اروپا را  از باشگاه کوچکتر آغاز کند و بعد از یکی دو فصل جذب باشگاهای بزرگتر شود .نگاه دیگر این بود که فوتبال مجاهد هنوز خام است و اگر به تیم دوم بارسا برود می‌تواند با آموزش بهتر به عنوان یک بازیکن فوق حرفه ای به تیم اول بارسا نقل مکان کند غافل از آنکه مجاهد فرصتی برای انتخاب نخواهد داشت و  سرنوشتی تلخ در انتظار او می‌باشد.
در خردادماه، مجاهد خذیراوی توسط پلیس تهران در یک پارتی مختلط  دستگیر شد. جریمه‌ی او ابتدا مجازات بسیار سخت ۹۹ ضربه شلاق و  محرومیت مادام‌العمر بود.  ولی پس از اعتراض به پنج سال محرومیت از بازی در تیم ملی و سه سال محرومیت از بازی با باشگاه خود یعنی استقلال محکوم شد.. بعداً محرومیت او به ۲ سال  کاهش یافت و شلاق هم نخورد.

### بازگشت
خذیراوی در دوران محرومیت خود به دنبال فرصت‌هایی برای بازی در خارج از ایران، به ویژه در یونان بود که خبر دار شد دچار پارگی رباط شده است. ، محرومیت و مصدومیت  مجاهد را  چنان مأیوس کرد  که  باعث شد  او توجه جدی  به درمان خود نداشته باشد.  در میان این آشفتگی خذیراوی مجبور شد در آرایشگاه مشغول به کار شود  تا درآمدی برای گذران زندگی داشته باشد.  محرومیت او از فوتبال ایران به ۲۰ ماه کاهش یافت. در اسفند ۸۲ مجاهد خذیراوی بار دیگر واجد شرایط بازی در فوتبال باشگاهی و ملی شد. استقلال به امید اوج گرفتن مجاهد بلافاصله او را جذب کرد غیبت طولانی و فشار روحی و روانی به شدت روی مجاهد تاثیر منفی گذاشته بود. دیگر از آن بازی با طراوت و شوق آفرین خبری نبود و مصدومیت‌های پیاپی امان این بازیکن را بریده بود  ولی امیر قلعه‌نویی سرمربی آبی پوشان کوتاه نمی‌آمد و با قاطعیت  از او حمایت می‌کرد. در تمرینات به مجاهد اجباری گرفته نمی‌شد و او آزاد بود به راحتی پا به توپ شود اما ظاهرا  امید برای مجاهد  بی معنی بود.  با اتمام فصل استقلال باز هم مجاهد را حفظ کرد. فصل ۸۴_۱۳۸۳ خذیراوی در دقایقی پایانی به بازی می‌آمد ولی مصدومیتها باز اورا نیمکت نشین می‌کرد. در جام حذفی مقابل شاهین بوشهر ۱۲۰ دقیقه بازی کرد و توانست دروازه شاهین را باز کند ولی در ضربات پنالتی خذیراوی پنالتی خود را از دست داد و با هدر رفتن پنالتی مجیدی استقلال بازی را واگذار کرد. مجاهد دیگر به روزهای اوج بازنگشت و بیشتر بازی‌ها را از دست داد تا اینکه سرانجام در سال ۸۴ از استقلال کنار گذاشته شد.
او در فصل ۸۵_۱۳۸۴ به فولاد اهواز پیوست و با این تیم در رده هشتم قرار گرفت. تیم بعدی وی استقلال اهواز بود و در آخر هم به تیم نفت آبادان پیوست و سر انجام بازیکنی که می‌توانست با بارسلون به افتخارات زیادی دست یابد  در سکوت کامل کفش‌های خود را آویخت.

## دوران مربی گری
او یک فصل دستیار علیرضا منصوریان در تیم فوتبال صنعت نفت آبادان شد.

## افتخارات
تیم ملی فوتبال ایران
قهرمان ۴ جانبه جام ال جی ۲۰۰۲ (مراکش)
تیم ایران باتک گل خذیراوی ونزوئلا راپشت سر گذاشت و باشکست الجزایر در ضربات پنالتی قهرمان شد.
استقلال تهران
لیگ فوتبال ایران
قهرمان لیگ فوتبال ایران ۸۰–۱۳۷۹
نایب قهرمان لیگ برتر فوتبال ایران ۸۱–۱۳۸۰
نایب قهرمان لیگ برتر فوتبال ایران ۸۳–۱۳۸۲
مقام سوم لیگ برتر فوتبال ایران ۸۴–۱۳۸۳
جام حذفی فوتبال ایران
قهرمان جام حذفی فوتبال ایران ۷۹–۱۳۷۸
قهرمان جام حذفی فوتبال ایران ۸۱–۱۳۸۰
نایب قهرمان جام حذفی فوتبال ایران ۸۳–۱۳۸۲
لیگ قهرمانان آسیا
مقام سوم جام باشگاه‌های آسیا ۰۲_۲۰۰۱
مقام چهارم جام برندگان جام آسیا ۰۱–۲۰۰۰